# Žarnovica
Žarnovica – miasto na Słowacji w kraju bańskobystrzyckim, w 2011 roku liczyło 6490 mieszkańców. Siedziba powiatu Žarnovica.

## Sport
Znajduje się tam jedyny na Słowacji czynny tor do uprawiania sportu żużlowego. W tym mieście ma siedzibę jedyny na Słowacji klub żużlowy Speedway Club Žarnovica. Z Žarnovicy pochodzi Martin Vaculík – pierwszy słowacki żużlowiec startujący w elitarnym cyklu Grand Prix, indywidualny mistrz Europy z 2013 roku.